# Мій домашній крокодил
«Мій домашній крокодил» (англ. Lyle, Lyle, Crocodile) — американський музичний анімаційно-ігровий фільм 2022 року режисерів Вілла Спека та Джоша Ґордона. Знятий за мотивами однойменної дитячої книги американського письменника Бернарда Вебера.
Світова прем'єра фільму запланована 7 жовтня 2022 року. В Україні — 27 жовтня 2022 року.

## Синопсис
Коли сім'я Пріммів переїздить в новий будинок у Нью-Йорку, їхній син Джош безуспішно намагається пристосуватись до нового життя. Все змінюється, коли мати Джоша випадково натрапляє на крокодила на ім'я Ліл, який живе на горищі їхнього нового будинку. Ліл чудово співає та володіє дивовижними акторськими здібностями. Він і Джош стають кращими друзями, тому коли Лілу починає загрожувати сусід сім'ї містер Ґрампс Пріммам доводится об'єднатись з господарем крокодила Гектором П. Валенті.

## У ролях
| Актор         | Роль                              |
| ------------- | --------------------------------- |
| Шон Мендес    | крокодил Ліл (голос)              |
| Хав'єр Бардем | Гектор П. Валенті, господар Ліла  |
| Вінслоу Феґлі | Джош Прімм                        |
| Скут Макнейрі | містер Джозеф Прімм, батько Джоша |
| Констанс Ву   | місіс Прімм, мати Джоша           |
| Бретт Гельман | містер Ґрампс, сусід              |

## Український дубляж
- Тарас Тополя — Ліл[2]
- Дмитро Шуров — Гектор П. Валенті, господар Ліла
- Юлія Зорій — місіс Прімм

## Реліз
Фільм вийшов у кінотеатральний прокат у США 7 жовтня 2022 року на кіностудії Sony Pictures Releasing. Спочатку його планували випустити 22 липня 2022 року, але у вересні 2021 року фільм перенесли на 18 листопада 2022 року. У квітні 2022 року фільм перенесли на 7 жовтня, перебравши на себе дату виходу «Людини-павука: По той бік павутиння». У березні 2023 року було оголошено, що фільм вийде в прокат у Китаї 15 квітня 2023 року.
Фільм вийшов на VOD 22 листопада 2022 року, а на Blu-ray, DVD та 4K UHD 13 грудня 2022 року.
У США фільм вийшов на Netflix 4 лютого 2023 року, де він буде доступний протягом 18 місяців завдяки угоді «pay 1 window» з Netflix і Sony та угоді «pay 2 window» з Sony і Disney+ або Hulu незабаром після цього.